# Philadelphia 76ers 1983-1984
La stagione 1983-84 dei Philadelphia 76ers fu la 35ª nella NBA per la franchigia.
I Philadelphia 76ers arrivarono secondi nella Atlantic Division della Eastern Conference con un record di 52-30. Nei play-off persero al primo turno con i New Jersey Nets (3-2).

## Roster
| N° | Naz.                   | Ruolo | Sportivo         | Anno | Alt. | Peso |
| -- | ---------------------- | ----- | ---------------- | ---- | ---- | ---- |
| 1  | Stati Uniti (bandiera) | G     | Wes Matthews     | 1959 | 185  | 77   |
| 2  | Stati Uniti (bandiera) | C     | Moses Malone     | 1955 | 208  | 98   |
| 4  | Stati Uniti (bandiera) | G     | Clint Richardson | 1956 | 191  | 88   |
| 6  | Stati Uniti (bandiera) | GA    | Julius Erving    | 1950 | 198  | 91   |
| 8  | Stati Uniti (bandiera) | A     | Marc Iavaroni    | 1956 | 203  | 95   |
| 9  | Stati Uniti (bandiera) | G     | Sedale Threatt   | 1961 | 188  | 79   |
| 10 | Stati Uniti (bandiera) | G     | Maurice Cheeks   | 1956 | 185  | 82   |
| 11 | Canada (bandiera)      | A     | Leo Rautins      | 1960 | 203  | 98   |
| 14 | Stati Uniti (bandiera) | G     | Franklin Edwards | 1959 | 185  | 77   |
| 22 | Stati Uniti (bandiera) | G     | Andrew Toney     | 1957 | 191  | 81   |
| 23 | Stati Uniti (bandiera) | AC    | Charles Jones    | 1957 | 206  | 98   |
| 23 | Stati Uniti (bandiera) | A     | Bruce Kuczenski  | 1961 | 208  | 104  |
| 24 | Stati Uniti (bandiera) | A     | Bobby Jones      | 1951 | 206  | 95   |
| 33 | Stati Uniti (bandiera) | A     | Sam Williams     | 1959 | 203  | 95   |
| 45 | Stati Uniti (bandiera) | AC    | Clemon Johnson   | 1956 | 208  | 109  |

## Staff tecnico
- Allenatore: Billy Cunningham
- Vice-allenatori: Matt Guokas, Jack McMahon
- Preparatore atletico: Al Domenico